# Ludwig Ullmann (Journalist)
Ludwig Ullmann (geboren 2. April 1887 in Wien, Österreich-Ungarn; gestorben 8. Mai 1959 in New York City) war ein austroamerikanischer Journalist.

## Leben
Ludwig Ullmann war ein Sohn des Bankiers Adolf Ullmann und der Amalie Ullmann. Er hatte einen Bruder.  Ullmann besuchte in Wien das Gymnasium und studierte an der Universität Wien Germanistik und Philosophie. Seine Dissertation befasste sich mit den Hogarth-Studien Georg Christoph Lichtenbergs, die Arbeit wurde 1910 approbiert, doch erschien Ullmann nicht zum Rigorosum, da er mittlerweile eine Arbeit als Journalist gefunden hatte. In den Jahren 1910 und 1911 war er Mitarbeiter der Zeitschrift Die Fackel und erledigte für Karl Kraus Sekretärsarbeiten. Ab 1912 war er Chefredakteur der Wiener Allgemeinen Zeitung und Kolumnist der Wiener Mittags-Zeitung. Von 1912 bis 1935 schrieb er außerdem Theaterkritiken für die Wochenzeitung Der Morgen. Er heiratete 1915 Irene Amtmann.
An der Neuen Wiener Bühne war Ullmann von 1918 bis 1922 als Dramaturg tätig.  Er war Herausgeber des Theatermagazins Die Fledermaus. Als Theaterhistoriker veröffentlichte er Monographien über Alexander Moissi und Ida Roland. Er war Obmann des Wiener Akademischen Verbandes für Literatur und Musik.
Nach dem Anschluss Österreichs floh er im März 1938 nach Ungarn und im April nach Frankreich, wo er sofort bei den Exilzeitungen Nouvelles d’Autriche und der Pariser Tageszeitung mitarbeitete. 1942 gelang ihm mit Unterstützung des Emergency Rescue Committees die Flucht in die USA. Er wurde 1948 US-amerikanischer Staatsbürger. Er war Mitarbeiter der deutschsprachigen New Yorker Staats-Zeitung.
Nach Kriegsende lehnte er eine Rückkehr nach Österreich ab, er schrieb aber als amerikanischer Korrespondent für die Wiener Tageszeitung Neues Österreich und den Düsseldorfer Mittag.

## Schriften (Auswahl)
- Moissi. Mit 6 Bildern. Wien : Goldschmiedt, 1922
- Die Roland. Zeichnung Olaf Gulbransson. Wien : Wiener Literarische Anstalt, 1922